# Michael Swift
Michael Swift, född 26 mars 1987, är en kanadensisk-född sydkoreansk professionell ishockeyspelare som spelar för High1 i Asia League Ice Hockey.
Efter att bland annat ha spelat i American Hockey League skrev Swift inför säsongen 2011-2012 på för den sydkoreanska klubben High1. Senare blev han sydkoreansk medborgare för att förstärka Sydkoreas herrlandslag i ishockey, detta utan att ha några rötter eller någon anknytning till landet. Han kommer att delta vid olympiska vinterspelen 2018.